# Georgi Popov
Pour les articles homonymes, voir Popov.
Georgi Dimitrov Popov (bulgare : Георги Димитров Попов), est un footballeur international bulgare, né le 14 juillet 1944 à Plovdiv en Bulgarie et mort le 9 mars 2024. Il joue au poste de milieu de terrain, avant de devenir entraîneur.

## Biographie

### Carrière de joueur

#### Carrière en club
Avec le Botev Plovdiv, club où il passe l'intégralité de sa carrière, Georgi Popov remporte un championnat de Bulgarie, une Coupe de Bulgarie et enfin une Coupe des Balkans.
Il dispute deux matchs en Coupe d'Europe des clubs champions. Lors de cette compétition, il inscrit un but face au Rapid Bucarest.

#### Carrière en sélection
Avec l'équipe de Bulgarie, Georgi Popov dispute 22 matchs, sans inscrire de but, entre 1963 et 1970. 
Il joue son premier match en équipe nationale le 30 avril 1963 contre la Tchécoslovaquie et son dernier le 11 juin 1970 contre le Maroc.
Georgi Popov figure notamment dans le groupe des sélectionnés lors de la Coupe du monde de 1970. Lors du mondial, il joue deux matchs : contre le Pérou et le Maroc.

## Palmarès
Botev Plovdiv
| - Championnat de Bulgarie (1) : - Champion : 1966-67. - Coupe de Bulgarie (1) : - Vainqueur : 1962. - Finaliste : 1963 et 1964. |  | - Coupe des Balkans (1) : - Vainqueur : 1972. |